# 小早川秀包
小早川 秀包（こばやかわ ひでかね）／毛利 秀包（もうり ひでかね）は、戦国時代から安土桃山時代にかけての武将。筑後久留米の大名。安芸国の戦国大名・毛利元就の九男で、異母兄である小早川隆景の養子となる。

## 生涯

### 誕生から養子時代まで
永禄10年（1567年）1月18日、毛利元就の九男として生まれる。母は乃美大方で、同母兄に穂井田元清と天野元政がいる。秀包が生まれた時点で長兄（異母兄）の隆元は既に死去しており、父の元就は71歳、甥の輝元は14歳だった。
元亀2年（1571年）1月、元就の意向によって、安芸国戸坂氏の75貫の遺領と遺臣を与えられる。だが、同年5月に同じ備後国の国人の大田英綱が死去し、その遺臣である平対馬守と渡辺河内守に懇願されて大田氏の後継となり、大田 元綱（おおた もとつな）と名乗った。この時から、白井景俊が家老を務めている。
天正7年（1579年）、母の乃美大方が小早川氏庶流の乃美氏の出身であるという縁もあり、兄の小早川隆景の養子となり、元服した後は元総（もとふさ）を名乗る。小早川氏に入った際には、隆景より椋梨景家・亀門景信・横山景義など多くの家臣を付けられている。
天正11年（1583年）10月、人質として甥の吉川広家と共に大坂の羽柴秀吉の下に送られた際に「秀」の字を賜り、秀包（ひでかね）と改名する。人質でありながらもその行動は制限されたものではなく、翌天正12年（1584年）3月の小牧・長久手の戦いや5月の竹鼻城水攻にも秀吉に従い出陣している。秀吉の下にある秀包を母の乃美大方は大変心配し、早期の帰還が叶うよう秀吉に働きかけてほしいと毛利輝元に訴えている。

### 大名取立て
秀包は容姿に秀でていたとされ、秀吉に優遇された。天正13年（1585年）1月に河内で1万石、3月に紀州雑賀征伐に参戦、次いで6月の四国征伐の氷見原の戦いで金子元宅を撃退し、高尾城を攻める際に自ら長宗我部元親の家臣の花房親兵衛を討ち取り、金子元春の守る伊予金子城を攻略した戦功により伊予宇和郡大津城で3万5千石を与えられた。天正14年（1586年）から始まった九州征伐では養父の隆景に従って豊前小倉城・宇留津城・香春嶽城を攻略した。特に高橋元種が守る香春嶽城を攻める際、秀包は鉄砲隊を率いて敵と激戦となって、一番乗りの戦功を挙げて敵将三人を討ち取って城門を破る大活躍と伝わる。
また、筑後の国人豪族の草野鎮永（草野家清）が秀吉の九州仕置に反発して発心嶽城に立て籠もった。秀包に攻められて下山、善導寺に逃げ込んだ鎮永は秀吉に謀られ木塚の里で自害したという。
戦後に隆景が筑前・筑後を領すると、筑後3郡7万5千石を領した。天正15年（1587年）には久留米城を築き、居城とした。
肥後国人一揆の際は討伐軍の総大将として出陣し、和仁親実ら兄弟が籠城した田中城を攻略し、立花宗茂と共に戦功を挙げた。この際に宗茂と意気投合し、義兄弟の契りを結んだ。この2人は天正16年（1588年）7月、秀吉により羽柴氏を名乗ることが許された。この時、宗茂には豊臣姓が下賜されたが、翌年の天正17年（1589年）7月13日、秀包が侍従に任官すると同時に秀包にも豊臣姓が下賜された。これ以降、秀包は「羽柴久留米侍従」と呼ばれるようになった。
久留米を居城とした後は大友宗麟の娘を妻とした縁もあり、受洗。洗礼名をシマオ（Simao）とした。以後はキリシタン大名としての活動が目立つようになり、天正19年（1591年）には大友氏の依頼により高良山座主の麟圭（りんけい）・了巴（りょうは）父子を鴻門の会のような計策で誘殺し、城下に天主堂を建設、キリスト教信者は7,000人と言われる。もっとも麟圭を滅ぼしたのは宗教対立からではなく、純粋な武力抗争の結果である。後に慶長元年（1596年）、秀包は麟圭の末子の秀虎丸を召し出して高良山座主尊能としている。

### 文禄・慶長の役
天正20年（1592年）から始まる文禄の役では、1,500の兵士を率いて朝鮮に出兵。全羅道攻略の際、大鼓城の攻城でも一番旗の戦功を挙げた。碧蹄館の戦いでは明将・李平胡の襲撃を受けても、隆景・立花宗茂と共に明軍を撃破している。のち幸州山城の戦いにも参戦した。それらの戦功により筑後久留米のまま5万5千石を加増されて13万石となり、筑後守に叙任された。
また第二次晋州城攻防戦では、攻城戦前、晋州城東北方の星州に明副総兵劉綎ら約三万余の明軍を各地に駐屯した。6月14日、宜寧に集結していた朝鮮都元帥金命元・平安巡辺使李薲・全羅巡察使権慄・全羅兵使宣居怡・防禦使李福男・助防将李継鄭・鄭名世・慶尚左兵使高彦伯・右兵使崔慶会・忠清兵使黄進・京畿助防将洪季男・星州牧使郭再祐・倡義使金千鎰・義兵高従厚などの朝鮮軍5万余は咸安に到着して日本軍の進軍を止めさせたが、日本軍先鋒隊の立花宗茂、高橋統増、小早川秀包と共に兵4千で釣り野伏せ戦法を連携してこれを敗走させた。朝鮮軍の一部は15日に全州へ撤退し、金千鎰を主に一部の朝鮮軍は晋州城に入った。このため日本軍は昌原より咸安・宜寧を通過して晋州城へ進軍した。
- 『問註所家譜』により文禄2年（1593年）9月2日、問註所統景・問註所正白兄弟は小早川秀包の先鋒になって明の劉綎と晋州城外西南方二十里の河東郡に遭遇し以下数百兵は戦死した、立花宗茂は敗れた小早川軍を救援のため劉綎と対戦し、劉綎は敗れて晋州城に返る[9]。

文禄3年（1594年）、秀吉の養子である木下秀俊（後の小早川秀秋）が隆景の養子となったため、秀包は廃嫡され、別家を創設する。
慶長2年（1597年）から始まる慶長の役においても参戦。竹島城と星州谷城で防戦し、大いに手柄を立てた。
慶長3年（1598年）11月18日、秀吉が死去すると朝鮮に派遣されていた日本軍に撤退命令が下ったが、順天倭城で小西行長らが海上封鎖を受け撤退を阻まれていることを知ると、秀包は立花宗茂・高橋直次・島津義弘・宗義智・寺沢広高・筑紫広門 (主水正)らと共に水軍を編成して救援に向かい、陳璘率いる明水軍や李舜臣率いる朝鮮水軍と戦い（露梁海戦）、自ら愛用の鉄砲を持って敵と激戦した。
慶長4年（1599年）頃に秀直（ひでなお）、慶長5年（1600年）には秀兼（ひでかね）と改名した。

### 関ヶ原の戦い
慶長5年（1600年）の関ヶ原の戦いでは西軍に加わり、8月に大坂城玉造口を守備した。
9月3日、京極高次の籠る大津城を兄の末次元康や立花宗茂らと共に攻め、6人の部将を失い、3人の重臣が重傷を負う痛手を蒙りながらも落城させた。しかし、9月15日の本戦では、小早川秀秋や吉川広家の内応、広家が邪魔したことで毛利秀元が動けずに西軍が敗れたため、大津城を撤退して大坂城に帰還する。
この時、国許でも戦が起こっており、10月14日に久留米城は黒田如水・鍋島直茂率いる37,000の軍に攻撃を受けていた。城中には宿老の桂広繁・白井景俊以下わずか500の兵しか残っていなかったが、数日城は持ちこたえた後、両人は開城勧告に応じて城を明け渡した。秀包の娘の於佐手が黒田氏の人質に、桂広繁の四男の黒寿丸（後の桂包政）が鍋島氏の人質とされ、秀包の正室の桂姫や嫡男の毛利元鎮らは長門国豊浦郡川棚へと移った。
関ヶ原の戦い後は改易され、毛利輝元より長門国内に所領を与えられる。その頃、小早川秀秋の裏切りへの謗りを避けるため、小早川姓を捨てて毛利姓に復し、大徳寺で剃髪して、玄済道叱と称した。
秀包は大坂から帰国する途上で発病し、長門赤間関の宮元二郎の館で療養したが、翌慶長6年（1601年）3月22日に喀血して病没（35歳）。遺体は当時の秀包の知行地で、館があったと伝えられる現在の山口県下関市豊北町滝部に安置され、吉敷毛利家の菩提寺である玄済寺に供養塔が建てられた。この秀包の墓の横には、殉死した筆頭家老・白井景俊の墓が寄り添うように建っている。また、後に久留米城には秀包を祀る小早川神社が建てられている。
嫡男の元鎮が後を継ぎ、後に吉敷毛利家の始祖となった。

## 人物
- 毛利一族の中では目立たない人物であるが、隆景が弟の秀包を養子としたのは、元就の武勇を吉川元春と並び最も受け継いでいたためだと言われている。秀包はその期待を裏切る事なく、毛利氏の一族として朝鮮に渡り、立花宗茂とも並ぶ抜群の武勇を誇り、小早川の名跡を汚すことなく活躍した。
- 容儀端正の美少年にして、勇猛壮健と評された[3]。
- 鉄砲術に長けていたとされ、毛利秀包略伝には「秀包銃ヲ善クス其銃ヲ雨夜手拍子ト云フ」と記されている。

## 肖像画
束帯を着用して右手に笏を持ち、高麗縁の上畳に座る秀包を描いた「絹本着色毛利秀包像」は、慶安3年（1650年）頃に吉敷毛利家お抱えの雲谷派の絵師によって作成され、上部に奇雲玄勛による賛が記されている。寸法は縦96.7cm、横34.2cm。現在も吉敷毛利家の菩提寺である玄済寺に所蔵されており、平成19年（2007年）12月7日に山口市の有形文化財に指定されている。

## 偏諱を与えた人物
- 白井包俊（前述の白井景俊の子、通称は忠助）
- 椋梨包祐（椋梨氏一門・椋梨景家の子、通称は越前守、主殿）
- 林包次（元の名は林長早、通称は大蔵、次郎兵衛）
- 桂包政（桂広繁の四男・黒寿丸）

## 登場作品
- 『葵 徳川三代』（NHK大河ドラマ、2000年、演：仲恭司）
- 『軍師官兵衛』（NHK大河ドラマ、2014年、演：宮坂健太）